# سنت جوزف، باربادوس
سنت جوزف، باربادوس (به لاتین: Saint Joseph, Barbados) یک منطقهٔ مسکونی در باربادوس است.

## خصوصیات
سنت جوزف ۲۶ کیلومترمربع مساحت و ۶٬۶۲۰ نفر جمعیت دارد.